# Tour della nazionale maschile di rugby a 15 della Nuova Zelanda 1935-1936
Fra settembre 1935 e gennaio 1936 gli All Blacks, nazionale neozelandese di rugby a 15, si recarono in tour in Gran Bretagna e Canada. Obiettivo era conquistare il Grande Slam, battendo tutte le squadre britanniche. A differenza del tour del 1924-25, la Scozia accettò di affrontare i neozelandesi, ma il Galles, vincendo di misura, impedì il raggiungimento dell'obiettivo.

## La squadra
- Manager: V.R.S. Meredith
- Capitano Jack Manchester
- Estremo
- G. Gilbert (West Coast)
- Tre-quarti
- N. Ball (Wellington)
- H.M. Brown (Auckland)
- G.F. Hart (Canterbury)
- N.A. Mitchell (Southland)
- C.J. Oliver (Canterbury)
- Centri
- J.L. Griffiths (Wellington)
- T.H.C. Caughey (Aukland)
- J.R. Page (Wellington)
- D. Solomom (Auckland)
- E.W. Tindill (Wellington)
- Mediani
- M.M.N. Corner (Auckland)
- B.S. Sadler (Wellington)
- Avanti
- G.D. Atkins (South Canterbury)
- J.J. Best (Marlborough)
- W.R. Collins (Hawke's Bay)
- D. Dalton (Hawke's Bay)
- W.E. Hadley (Auckland)
- J. Hore (Otago)
- R.R. King (West Coast)
- A Lambourn (Wellington)
- A. Mahoney (Bush Districts)
- Jack Manchester (Cantebury)
- R.M. McKenzie (Manawatu)
- H.F. McLean (Auckland)
- C.S. Pepper (Auckland)
- S.T. Reid (Hawke's Bay)
- F.H. Vorrath (Otao)
- J.G. Wynyard (Waikato)

## Risultati
| Devonport 14 settembre 1935 | Devon & Cornwall | 6 – 35 | Nuova Zelanda XV | (Rectory Ground) |

| Coventry 19 settembre 1935 | Midland Counties | 3 – 9 | Nuova Zelanda XV | (Highfield Road) |

| Bradford 21 settembre 1935 | Yorkshire & Cumberland | 3 – 14 | Nuova Zelanda XV | (Lidget Green) |

| Abertillery 25 settembre 1935 | Abertillery & Cross Keys | 6 – 31 | Nuova Zelanda XV | (Abertillery Ground) |

| Swansea 28 settembre 1935 | Swansea RFC | 11 – 3 | Nuova Zelanda XV | (St Helens) |

| Bristol 3 ottobre 1935 | Gloucestershire & Somerset | 3 – 23 | Nuova Zelanda XV | (Memorial Ground) |

| Birkenhead 5 ottobre 1935 | Lancashire & Cheshire | 8 – 21 | Nuova Zelanda XV |  |

| Newcastle upon Tyne 9 ottobre 1935 | Northumberland & Durham | 6 – 10 | Nuova Zelanda XV |  |

| Hawick 12 ottobre 1935 | South of Scotland | 8 – 11 | Nuova Zelanda XV | (Mansfield Park) |

| Glasgow 16 ottobre 1935 | Glasgow & Edinburgh | 8 – 9 | Nuova Zelanda XV | (Old Anniesland Ground) |

| Rushmoor 19 ottobre 1935 | Combined Services | 5 – 6 | Nuova Zelanda XV | (Aldershot Ground) |

| Llanelli 22 ottobre 1935 | Llanelli RFC | 8 – 16 | Nuova Zelanda XV | Stradey Park |

| Cardiff 26 ottobre 1935 | Cardiff RFC | 5 – 20 | Nuova Zelanda XV | Arms Park |

| Newport 31 ottobre 1935 | Newport RFC | 5 – 17 | Nuova Zelanda XV | (Athletic Ground) |

| Londra 2 novembre 1935 | London Counties | 0 – 11 | Nuova Zelanda XV | (Twickenham) |

| Oxford 6 novembre 1935 | Università di Oxford | 9 – 10 | Nuova Zelanda XV | (Iffley Road) |

| Bournemouth 9 novembre 1935 | Hampshire & Sussex | 8 – 14 | Nuova Zelanda XV | (Dean Court) |

| Cambridge 14 novembre 1935 | Università di Cambridge | 5 – 25 | Nuova Zelanda XV | (Grange Road) |

| Leicester 16 novembre 1935 | Leicestershire & East Midlands | 3 – 16 | Nuova Zelanda XV | (Welford Road) |

| Arbitro: | CH Gadney |

|                                |           |                                               |
| mete: Fyfe,Dick trasf.:Murdoch | Marcatori | mete: Caughey (3), Hadley trasf.: Gilbert (3) |

| Aberdeen 27 novembre 1935 | North of Scotland | 6 – 12 | Nuova Zelanda XV | (Linksfield Stadium) |

| Belfast 30 novembre 1935 | Ulster Rugby | 3 – 3 | Nuova Zelanda XV | (Ravenhill) |

| Arbitro: | RW Jeffares |

|                                    |           |                                                               |
| mete: Walker c.p.: Bailey, Siggins | Marcatori | mete: Mitchell, Oliver Hart trasf.: Gilbert c.p.: Gilbert (2) |

| Aberdare 12 dicembre 1935 | Mid-Districts | 10 – 31 | Nuova Zelanda XV |  |

| Aberavon 14 dicembre 1935 | Neath & Aberavon | 3 – 13 | Nuova Zelanda XV |  |

| Arbitro: | Cyril Gadney |

|                                           |           |                                              |
| mete: Jones (2), Davey Trasf: Jenkins (2) | Marcatori | mete: Ball (2) Trasf.: Gilbert Drop: Gilbert |

| Londra 26 dicembre 1935 | London Counties | 5 – 24 | Nuova Zelanda XV | (Twickenham) |

| Arbitro: | J.W. Faull |

|                       |      |  |
| Obolenskij (2), Sever | mt   |  |
| Cranmer               | drop |  |

| Vancouver 25 gennaio 1936 | Vancouver | 0 – 32 | Nuova Zelanda XV | (Brocton Point) |

| Victoria 29 gennaio 1936 | Victoria (B.C.) | 3 – 27 | Nuova Zelanda XV | (Macdonald Park) |